# 비창 (영화)
"비창"(悲愴)은 1987년에 개봉한 대한민국의 영화이다.

## 캐스팅
- 이영하 : 구인상 역
- 이혜숙 : 이미숙 역
- 김교순 : 명국희 역
- 최동준 : 기병렬 역
- 유명순 : 가정부 역
- 오영하 : 추 마담 역
- 정지희 : 함명숙 역
- 나갑성 : 형사 역
- 신동욱 : 형사 역
- 신찬일 : 손님 역
- 박부양 : 손님 역
- 장춘언 : 손님 역
- 여원선 : 간호원 역
- 최형선
- 태현실 : 장모 역 (특별출연)
- 이경희 : 어머니 역 (특별출연)
- 박암 : 장인 역 (특별출연)